# Gerichtsamt Weißenberg
Das Gerichtsamt Weißenberg war in den Jahren zwischen 1856 und 1874 die unterste Verwaltungseinheit und Eingangsgericht. Es hatte seinen Amtssitz in der Stadt Weißenberg.

## Geschichte
Nach dem Tod des sächsischen Königs Friedrich August II. wurde unter Regierung von dessen Nachfolger König Johann nach dem Vorbild anderer Staaten des Deutschen Bundes die Abschaffung der Patrimonialgesetzgebung verordnet. An die Stelle der bisher im Königreich Sachsen in Stadt und Land vorhandenen Gerichte der untersten Instanz traten die zentral gelegenen Bezirksgerichte und Gerichtsämter in nahezu allen größeren Städten. Die Details der Verwaltungsreform regelten das sächsische Gerichtsverfassungsgesetz vom 11. August 1855 und die Verordnung über die Bildung der Gerichtsbezirke vom 2. September 1856.
Stichtag für das Inkrafttreten der neuen Behördenstruktur im Königreich Sachsen war der 1. Oktober 1856. Aufgelöst wurde das Königliche Gericht Weißenberg. Das neu gebildete Gerichtsamt Weißenberg unterstand dem Bezirksgericht Löbau. Sein Gerichtsbezirk umfasste Stadt Weißenberg und die Dörfer Baruth, Belgern, Brießnitz, Buchwalde, Cannewitz bei Gröditz, Cortnitz, Drehsa, Dubrauke, Gröditz, Grube, Kleinsaubernitz, Kotitz (Ober-, Nieder-, Neu-), Krappe, Lauske, Maltitz mit Wasserkretscham und Kleintettau, Nechern, Nostitz, Rackel, Särka, Spittel, Trauschwitz, Wartha, Weicha, Wuischke bei Gröditz und Wurschen.
Mit Bekanntmachung vom 23. April 1874 wurde das Gerichtsamt Weißenberg zum 31. Mai 1874 aufgehoben. Die Stadt Weißenberg und die Ortschaften Grube, Kotitz, Krappe, Lauske, Maltitz mit Wasserkretscham und Kleintetta, Nostitz, Särka, Spittel und Trauschwitz wurden dem Gerichtsamt Löbau und die Ortschaften Baruth, Belgern Brießnitz, Buchwalde, Cannewitz bei Gröditz, Cortnitz, Drehsa, Dubrauke, Gröditz, Kleinsaubernitz, Nechern, Rackel, Wartha, Weicha, Wuischke bei Gröditz und Wurschen dem Gerichtsamt Bautzen zugeordnet.